# Финоскандија
Финоскандија или Феноскандија (фин. Fennoskandia; рус. Фенноскандия) географски је термин који одређује део нордијске регије коју покривају Скандинавија, Финска, руска Република Карелија и Мурманска област са целим полуострвом Кола, као и делови Лењинградске области. Овај се термин најчешће користи како би се у једној регији са Норвешком и Шведском обухватила и Финска. Термин је први пут 1898. године искористио фински геолог Вилхелм Ремзи, а име потиче од латинских речи Fennia (Финска) и Scandia (Скандинавија). У то време је Финска била део Руске Империје, па је често географски уврштавана у источну Европу. Између два светска рата оријентација владе у Хелсинкију била је да тражи дистанцу и спрам Москве и спрам Стокхолма, па се земља самодефинисала као део централне Европе заједно са балтичким државама Естонијом, Летонијом и Литвом. Након Другог светског рата и совјетске анексије балтичких држава, термин Финоскандија је поново постао популаран, будући да је Финска тада желела да се види као део северне Европе.